# Rauchkogel (Wienerwald)

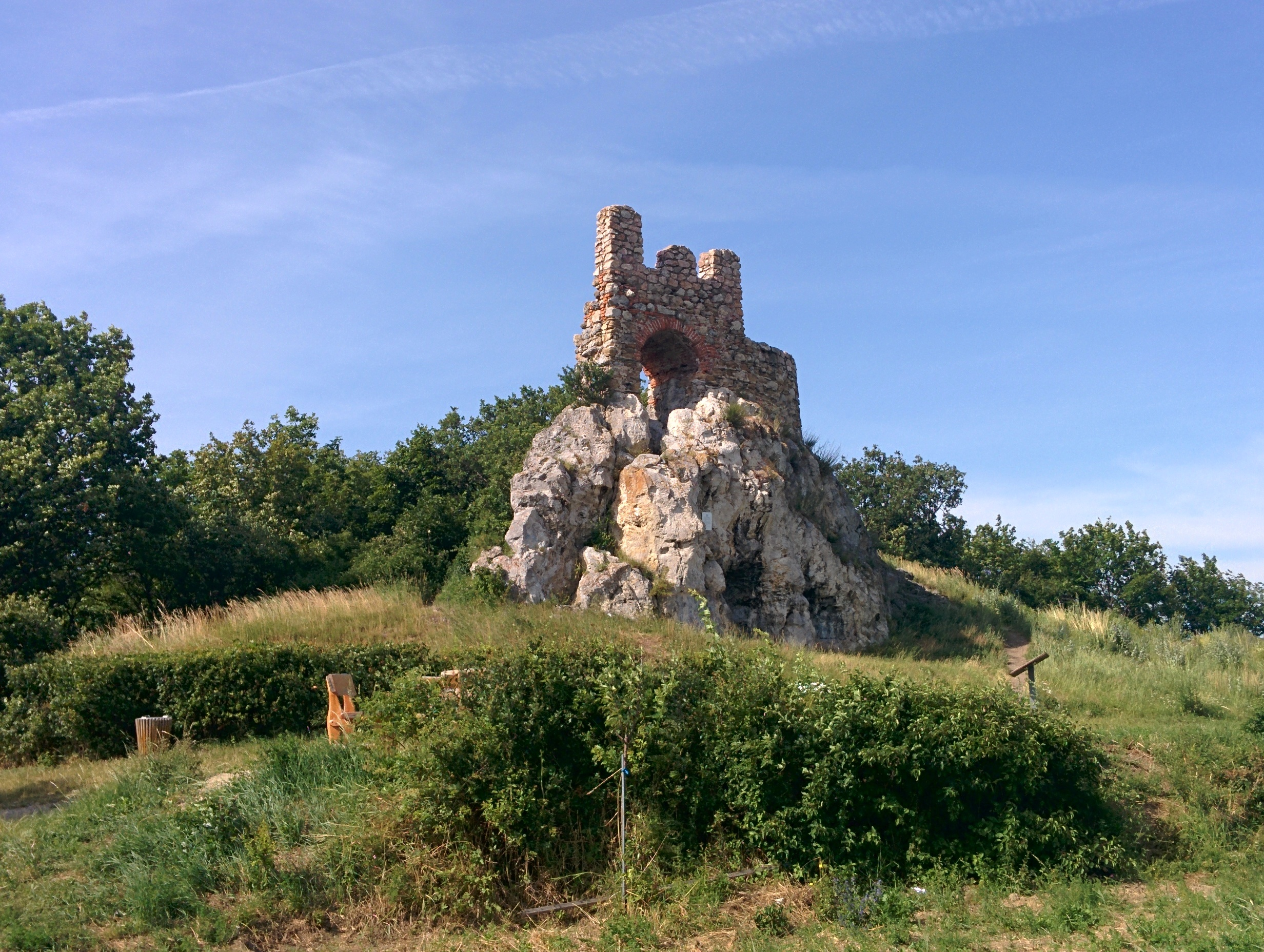
Künstliche Ruine am Rauchkogel

Der Rauchkogel ist ein Höhenzug und eine Kulturlandschaft in der niederösterreichischen Gemeinde Maria Enzersdorf. Es gibt die Erhebungen des Großen und Kleinen Rauchkogels zwischen denen sich Weinberge erstrecken.
Das Gebiet dient größtenteils der Kultivierung von Weinreben, grenzt an den Kalenderberg und steht zu etwa zwei Drittel im Besitz des Schottenstifts.
Auf dem Areal befindet sich die Ruine Rauchkogel, eine zur Burg Liechtenstein gehörende künstliche Ruine, sowie ein Sportgymnasium.
Koordinaten: 48° 6′ N, 16° 16′ O